# Marek Adamiec
Marek Adamiec (ur. 13 czerwca 1956 w Gdyni, zm. 17 marca 2025) – historyk literatury, krytyk literacki, pracownik naukowy Uniwersytetu Gdańskiego (profesor w Instytucie Badań nad Kulturą).

## Życiorys
W 1979 roku ukończył studia polonistyczne na UG. Promotorem jego pracy magisterskiej była Maria Janion. W 1982 roku zatrudniony został w Instytucie Filologii Polskiej Uniwersytetu Gdańskiego. W 1987 roku obronił dysertację doktorską napisaną pod kierunkiem prof. Aliny Witkowskiej w Instytucie Badań Literackich Polskiej Akademii Nauk. W roku 2004 M. Adamiec uzyskał stopień naukowy doktora habilitowanego na podstawie pracy naukowej "Dzieło literackie w Sieci. Pomysły, hipotezy i interpretacje z pogranicza wiedzy o literaturze, kultury masowej i współczesnej technologii". Od 2006 pracował w Katedrze Kulturoznawstwa UG.
Zakres badań naukowych Marka Adamca obejmował historię kultury polskiej XIX i XX wieku, społeczną historię komunikacji i przemiany literatury w związku z przemianami mediów, twórczość Cypriana Kamila Norwida i Zbigniewa Herberta. Swój dorobek naukowy publikował w wielu czasopismach kulturalnych i literackich, między innymi w: „Pamiętniku Literackim”, „Studia Norwidiana”, „Kulturze”, „Ex Libris”, czasopiśmie „Kresy. Kwartalnik Literacki”, „Punkcie”, „Podpunkcie”, „Tytule”, „Twórczości”, „Odrze”, „Przeglądzie Politycznym”. Literaturoznawca był także członkiem Komisji Historii Nauk Społecznych Komitetu Historii Nauki i Techniki PAN. W ramach współpracy z UNESCO podjął się tworzenia Wirtualnej Biblioteki Literatury Polskiej. Wypromował 4 doktoraty. Był recenzentem 6 dysertacji doktorskich.
14 września 2018 wyróżniony został Brązowym Medalem „Zasłużony Kulturze Gloria Artis”.

## Publikacje
- Oni i Norwid: problemy odbioru twórczości Cypriana Norwida w latach 1840–1883 (1991)[9];
- Bez namaszczenia: książki i literatura polska (1995)[10];
- Cień wielkiej tajemnicy ... (1995)[11];
- ... Pomnik trochę niezupełny...”: rzecz o apokryfach i poezji Zbigniewa Herberta (1996)[12];
- Dzieło literackie w sieci: pomysły, hipotezy i interpretacje z pogranicza wiedzy o literaturze, kultury masowej i współczesnej technologii (2004)[13].